# Algoritem MD5
MD5 (Message-Digest algorithm 5) je pogosto uporabljana šifrirna funkcija s 128-bitnim izhodom. Po internetnem standardu RFC 1321 je bil MD5 priznan in je tako uporabljen v velikem številu aplikacij z namenom izboljševanja varnosti informacij. Pogosto se uporablja tudi za preverjanje datotek.
MD5 si je zamislil Ronald Rivest leta 1991 z namenom, da bi zamenjal predhodno funkcijo MD4. Leta 1996 so našli napako v zasnovi algoritma MD5. Kljub temu, da to ni bila velika napaka, so strokovnjaki za kodiranje začeli priporočati uporabo drugih varnostnih algoritmov kot na primer SHA-1. Leta 2004 so odkrili dodatne pomanjkljivosti v algoritmu, nadaljnje odkrivanje napak pa je sledilo do leta 2007. Urad US-CERT je izjavil, da je »MD5 algoritem zlomljen in neprimeren za nadaljnjo uporabo«.